# Kościół Świętego Ducha w Wilnie
Kościół Świętego Ducha w Wilnie i klasztor dominikanów – późnobarokowa świątynia katolicka na Starym Mieście w Wilnie (ul. Dominikonų 8; Dominikańska 8) z lat 1753–1770.

## Historia
Pierwsza informacja o pobycie dominikanów w Wilnie pochodzi z 1321 r., z czasów Giedymina. Nie ma jednak informacji, w którym miejscu się osiedlili ani jak długo przebywali w pogańskim jeszcze mieście. Wedle tradycji pierwszy kościół znajdujący się w tym miejscu został ufundowany w czasach Jagiełły i Witolda. Za czasów króla Aleksandra Jagiellończyka kościół został przekazany dominikanom, wraz z założonym obok klasztorem. Gotyckie zabudowania spaliły się na początku XVII w. Kolejny – barokowy, ale jeszcze nieukończony klasztor – został spalony w 1655 r. przez wojska moskiewskie podczas wojny polsko-rosyjskiej. Kolejną świątynię dominikanie wznieśli w latach 1679–1688. Była ona jednak zniszczona przez pożary w kolejnych latach: 1726 r., 1748 r., 1758 r.
W 2. połowie XVIII w. na zrębie dawnych murów wzniesiona została nowa, późnobarokowa świątynia. W odróżnieniu od większości świątyń wileńskich nie była ona nigdy zamknięta i przetrwała jako katolicki obiekt sakralny zarówno czasy zaborów Polski (część kościołów zamieniono wtedy na cerkwie prawosławne), jak i powojenne czasy sowieckie.
W latach dziewięćdziesiątych XX w. została przejęta przez dominikanów z polskiej prowincji tegoż zakonu. Obecnie jest to tzw. kościół polski – obecnie jedyny, w którym sprawuje się liturgię tylko w języku polskim.
W 1948 r. z zamykanego wtedy ⁣⁣kościoła św. Michała⁣⁣ został przeniesiony do kościoła św. Ducha obraz Jezusa Miłosiernego. Jest to obraz namalowany w 1934 r. przez polskiego artystę Eugeniusza Kazimirowskiego według wskazówek s. Faustyny Kowalskiej. Po kilku miesiącach został on jednak wywieziony do wsi Nowa Ruda. W latach 1987–2005, staraniem pracującego wówczas w Wilnie ks. Tadeusza Kondrusiewicza, obraz ten ponownie znalazł się w bocznym ołtarzu w kościele św. Ducha, gdzie stał się celem pielgrzymek. W 2005 r. decyzją metropolity wileńskiego kard. A. Bačkisa obraz został przeniesiony do kościoła św. Trójcy.
We wrześniu 1993 r. w wileńskim kościele św. Ducha Jan Paweł II spotkał się z miejscowymi Polakami, o czym informuje pamiątkowa tablica przy wejściu.

## Architektura
Po pożarze w 1758 r. architektem, który zaprojektował odbudowę świątyni — w stylu, jaki podziwiamy do dziś — został działający w tym czasie w Wilnie Jan Krzysztof Glaubitz. Mimo że świątynia jest wciśnięta między zwartą zabudowę ulicy oraz budynek klasztoru, Glaubitz wzniósł dwie wysokie wieże typowe dla fasady wileńskiego baroku. W późniejszym czasie, gdy przy końcu XVIII w. runęła wieża zegarowa Ratuszu w Wilnie — też dzieło Glaubitza — dominikanie, obawiając się podobnego wypadku, rozebrali wieże (kilka  kondygnacji) ustawiając krzyże na obecnie istniejące drewniane wieżyczki. Imponujący efekt uzyskał architekt przez zakończenie nawy i transeptu rokokowymi szczytami:

Na zakończenie nawy głównej zbudował dwa wysokie rokokowe szczyty oraz dwa niższe na zakończeniach transeptu, fasadę frontową ujął w dwie niskie wieżyczki.

Na przecięciu nawy i transeptu usadowił wysoką na 51 metrów kopułę z dwustopniową obudową. Dzięki temu zabiegowi kościół widziany z pewnej odległości, np. w panoramie miasta z jednego ze wzgórz, jest jedną z najbardziej okazałych i charakterystycznych budowli. Od strony ulicy widoczny jest jedynie rokokowy portal z herbem Rzeczypospolitej i Wazów.
Autorem dekoracji wnętrza był Franciszek Ignacy Hoffer. Jest to jednolita, bogata w sztukaterie rokokowa kompozycja. Poszczególne elementy wystroju zdają się wzajemnie przenikać, wypełniając całą przestrzeń świątyni. Na wyposażenie wnętrza składa się 16 rokokowych ołtarzy o znacznych rozmiarach. Główny ołtarz przedstawia Trójcę Świętą: błogosławiący Bóg Ojciec jest umieszczony w górnej części ołtarza, Jezus na krzyżu w centralnej, a Duch Święty w postaci gołębicy na dole, nad tabernakulum. Przy ołtarzu Jezusa Miłosiernego znajduje się ołtarz Świętego Rafała Kalinowskiego – polskiego karmelity, który był przez długi okres związany z kościołem św. Ducha, przy którym mieszkał wraz z rodzicami. Godna zauważenia jest m.in. ambona połączona w jedną całość z konfesjonałem. W tylnej części kościoła zachowały się dwa ocalałe z pożarów XVIII-wieczne portrety przedstawiające króla Aleksandra Jagiellończyka oraz jego spowiednika ks. Korczaka na tle pierwszej, gotyckiej jeszcze świątyni.

## Organy kościoła Świętego Ducha w Wilnie
Na chórze muzycznym kościoła znajdują się barokowe, 31 głosowe, dwumanuałowe organy z pedałem z 1776 r. sprowadzone z Królewca. Wykonał je Adam Gottlob Casparini. Jak na tego typu instrumenty barokowe mają dość skromny wystrój. Prócz piszczałek posiadają też sekcję dzwonków odlanych z brązu oraz cymbelsterny umieszczone w wieżach prospektu organowego. Jest to najstarszy (co do wielkości) zachowany instrument na Litwie. Mimo że są powszechnie uznane jako najbardziej imponujące dzieło A. G. Caspariniego, ciągle czekają na renowację. Z powodu złego stanu technicznego używane są okazyjnie.

## Klasztor
Trójkondygnacyjne barokowe budynki klasztorne z lat 1749–1776 przylegają do frontowej ściany kościoła, tworząc z nim jedną budowlę. Są one wzniesione na planie kwadratu wokół wewnętrznego wirydarza. W krużgankach klasztornych zachowały się XVIII-wieczne freski. Zakon dominikański został usunięty z Wilna przez Rosjan przed połową XIX w., a w pomieszczeniach klasztornych urządzono więzienie, w którym przetrzymywano m.in. uczestników powstania styczniowego. W okresie międzywojennym stały się one siedzibą urzędów miejskich. Obecnie pomieszczenia klasztorne są w bardzo złym stanie. Pod klasztorem znajdują się rozległe podziemia, które w okresie międzywojennym były dostępne dla zwiedzających.

## Galeria zdjęć

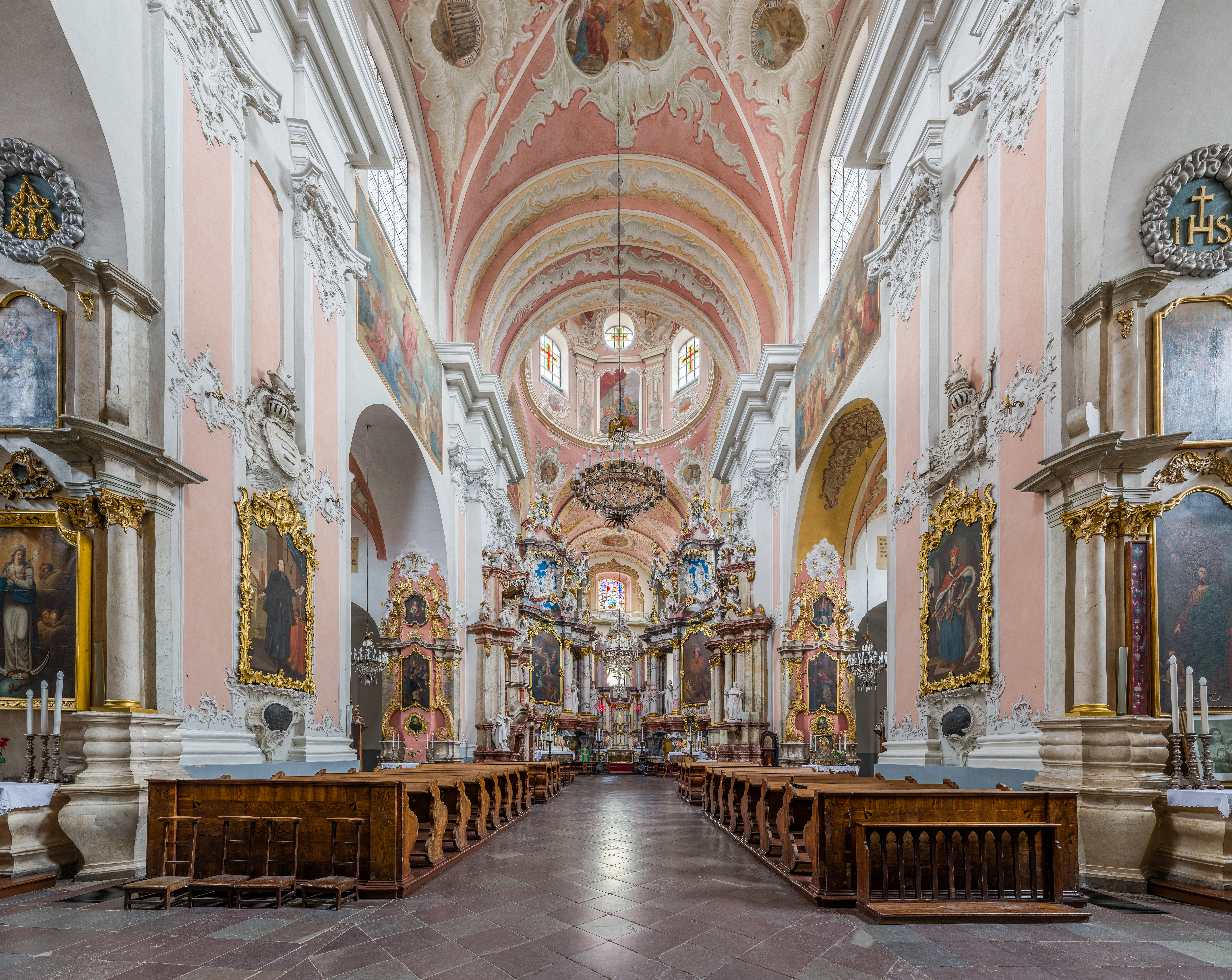
Wnętrze świątyni pw. Św. Ducha
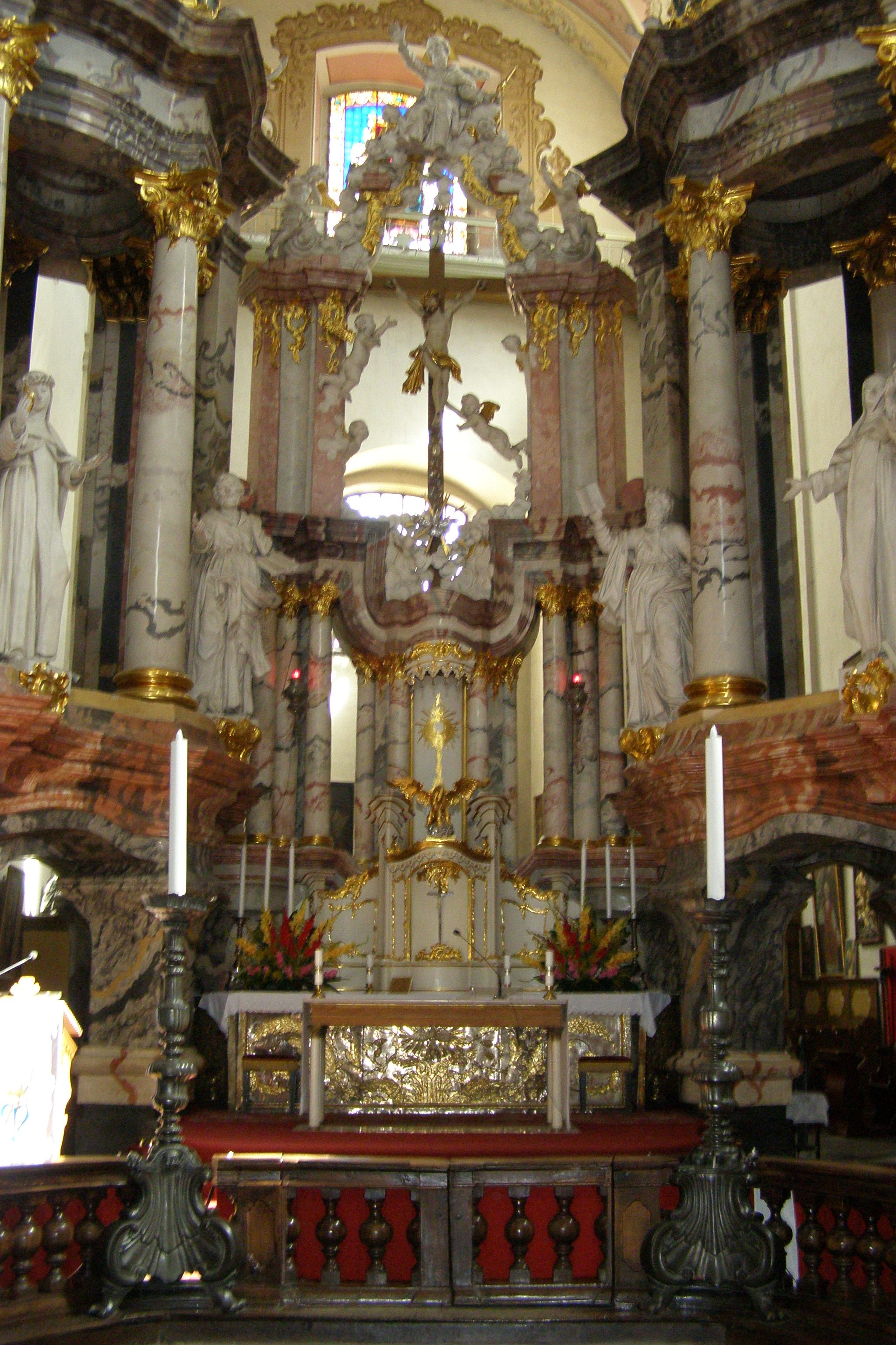
Widok na prezbiterium
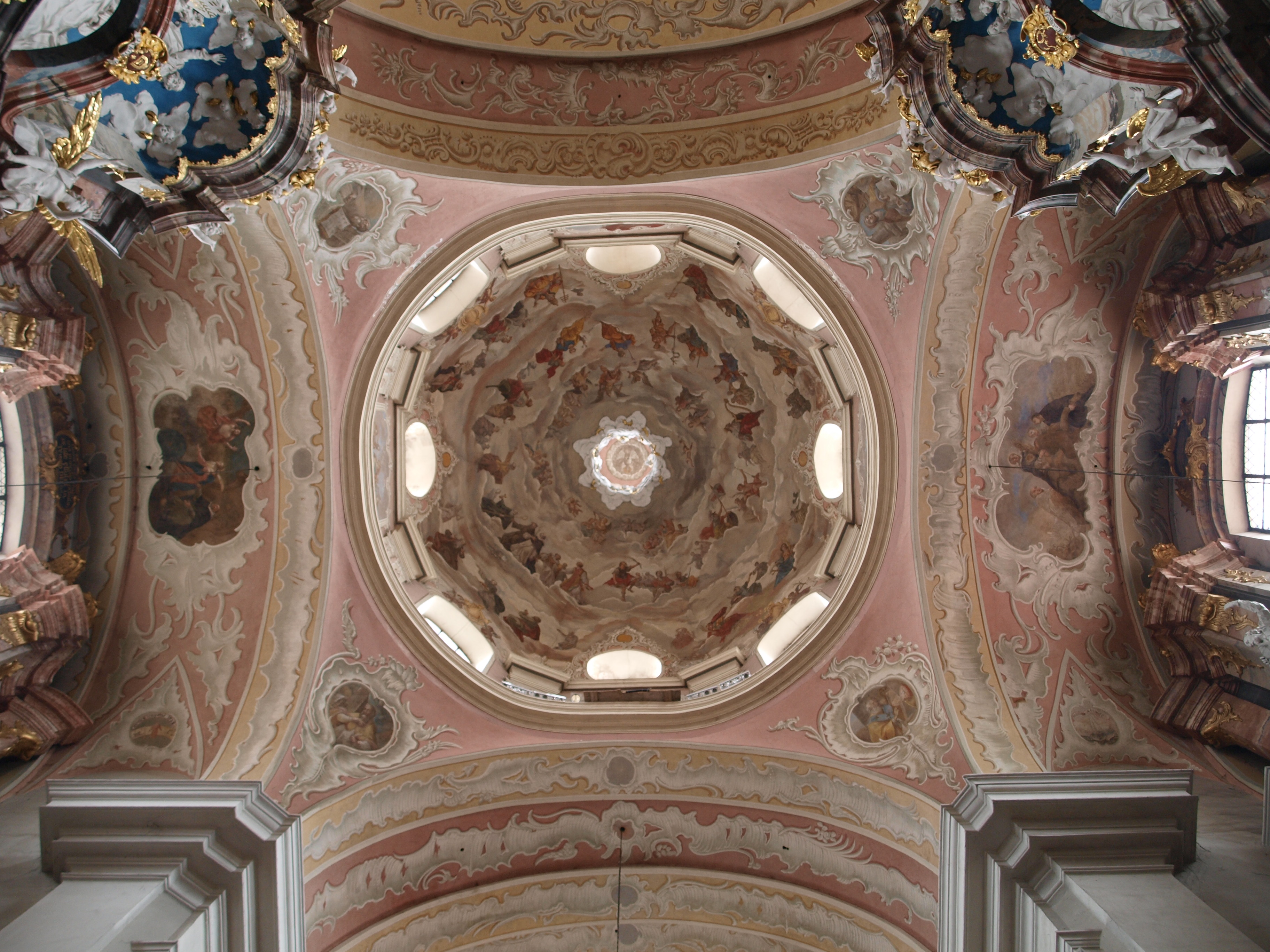
Malowidła na sklepieniu
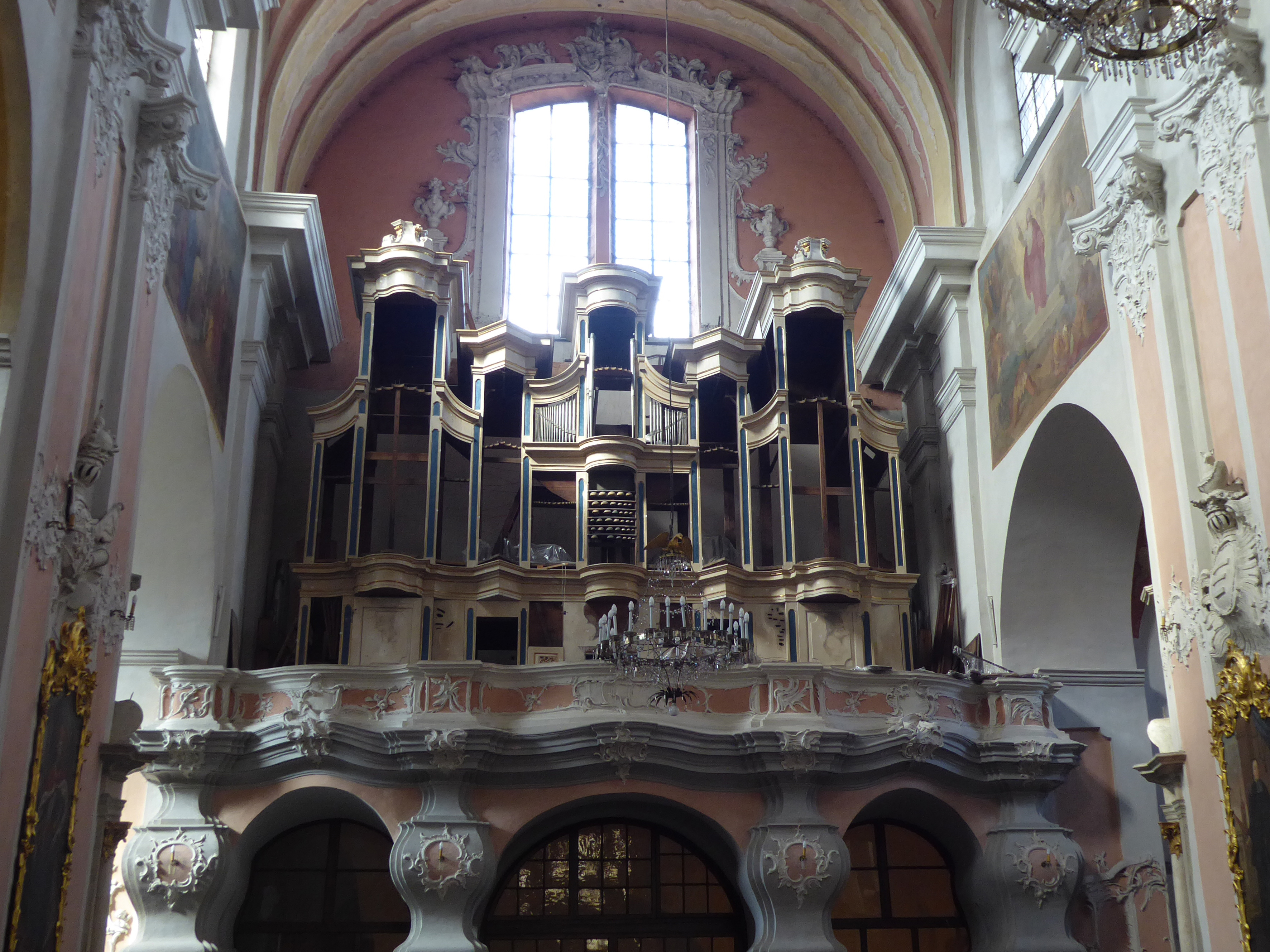
31-głosowe, barokowe organy
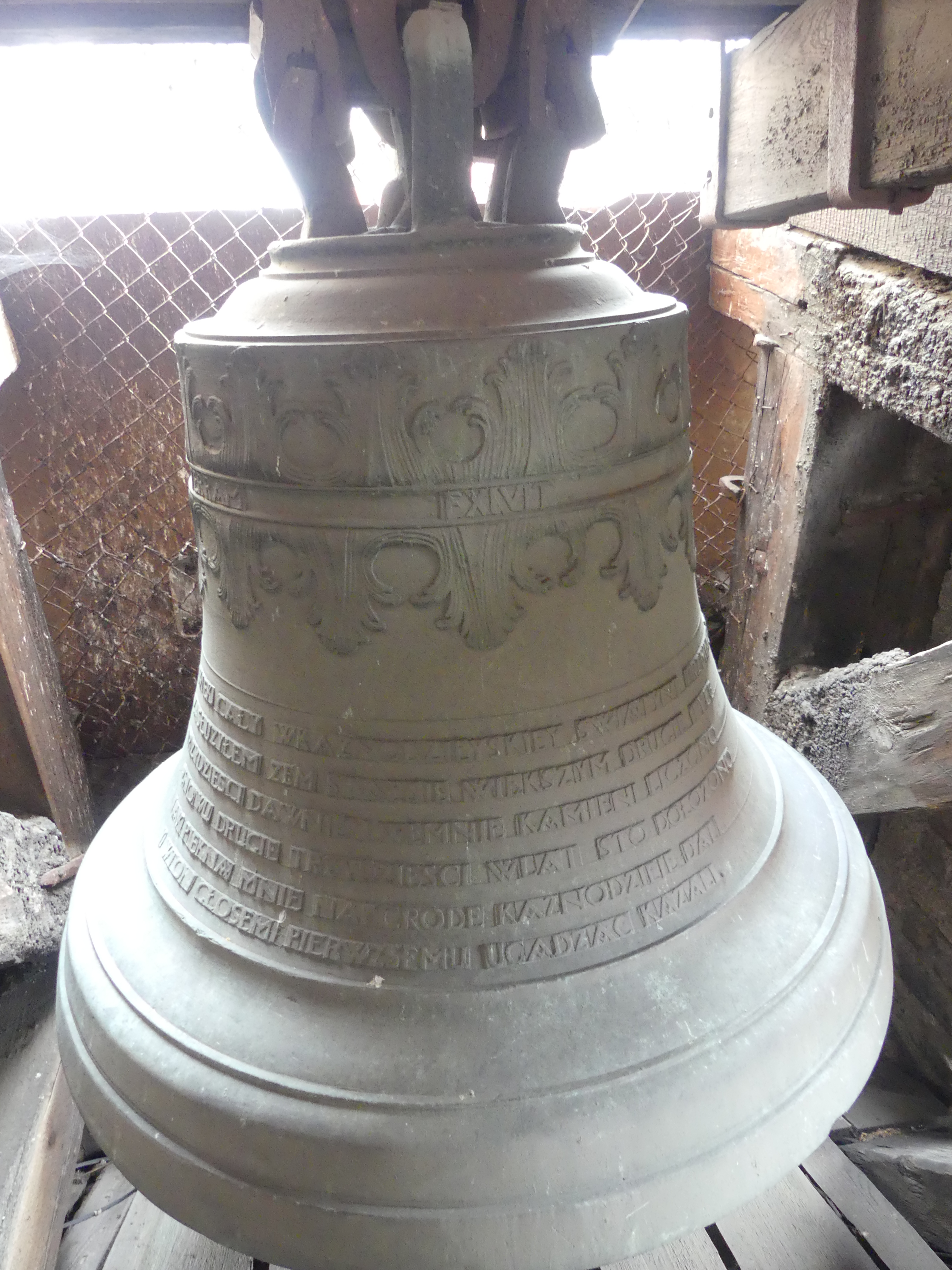
Dzwon na dzwonnicy kościoła z 1779 roku